# For the Night
For the Night è un singolo del rapper statunitense Pop Smoke, pubblicato il 3 ottobre 2020 come quarto estratto dal primo album in studio Shoot for the Stars, Aim for the Moon.

## Descrizione
Terza traccia del disco, vede la partecipazione dei rapper statunitensi Lil Baby e DaBaby. Musicalmente For the Night è stata descritta come una canzone hip hop influenzata dalla musica folk, con un beat trap.

## Tracce
Testi e musiche di Bashar Jackson, Dominique Jones, Jonathan Kirk, Alex Petit, Christoffer Marcussen, Daniel Raab e Cedric Leutwyler.
1. For the Night (feat. Lil Baby & DaBaby) – 3:10

## Classifiche

### Classifiche settimanali
| Classifica (2020) | Posizione massima |
| ----------------- | ----------------- |
| Australia         | 13                |
| Austria           | 19                |
| Belgio (Fiandre)  | 41                |
| Belgio (Vallonia) | 53                |
| Canada            | 7                 |
| Danimarca         | 16                |
| Francia           | 31                |
| Germania          | 28                |
| Grecia            | 1                 |
| Irlanda           | 14                |
| Islanda           | 15                |
| Italia            | 69                |
| Lituania          | 8                 |
| Norvegia          | 8                 |
| Nuova Zelanda     | 9                 |
| Paesi Bassi       | 15                |
| Portogallo        | 5                 |
| Regno Unito       | 14                |
| Repubblica Ceca   | 41                |
| Romania           | 77                |
| Slovacchia        | 39                |
| Stati Uniti       | 6                 |
| Svezia            | 17                |
| Svizzera          | 7                 |
| Ungheria          | 18                |

### Classifiche di fine anno
| Classifica (2020) | Posizione |
| ----------------- | --------- |
| Australia         | 83        |
| Austria           | 70        |
| Canada            | 51        |
| Danimarca         | 73        |
| Francia           | 114       |
| Islanda           | 53        |
| Paesi Bassi       | 61        |
| Portogallo        | 41        |
| Regno Unito       | 99        |
| Stati Uniti       | 49        |
| Svezia            | 82        |
| Svizzera          | 37        |
| Ungheria          | 62        |
| Classifica (2021) | Posizione |
| Portogallo        | 67        |
| Stati Uniti       | 32        |